# Maturatore
Il maturatore è un contenitore, in plastica se di piccole dimensioni ma generalmente in acciaio inossidabile, utilizzato in apicoltura per conservare il miele estratto dai favi tramite lo smielatore prima dell'operazione di confezione o invasettamento. La capacità e la capienza dei maturatori sono piuttosto diverse, vengono espresse in quintali e, di solito, raddoppiano tra due contenitori di capacità consequenziale (50 kg, 1 q, 2 q, 4 q).
Può essere dotato di maniglia e coperchio, mentre alla base del maturatore normalmente viene collocato un rubinetto dal quale attingere direttamente il miele oppure per collegavi un tubo ed una pompa.